# Förbönskatedralen (1905)
Förbönskatedralen (ryska: Покровский собор/Pokrovsky sobor), även benämnd Katedralen för den Heliga Theotokos förbön (Собор Покрова Пресвятой Богородицы/Sobor Pokrova Presvjatoj Bogoroditsy) eller Theotokos-katedralen, är en rysk-ortodox gammalrituell katedral belägen på Rogozhskoje kyrkogård i Moskva, Ryssland.
Katedralen är helgad åt Guds Moders Beskydd. Den är huvudkyrka för den Rysk-ortodoxa gammalrituella kyrkan och är även en av de största kyrkorna i Moskva.

## Historia

### Ursprungligt utseende
Från början var det tänkt att katedralen skulle vara ännu större än vad den är nu. Den skulle bland annat ha fem kupoler, ett klocktorn och två bönerum.

### Byggandet
Katedralen började byggas 1790.
Byggandet av katedralen orsakade dock upprördhet från rysk-ortodoxa kyrkan. Gabriel, dåvarande metropoliten i Sankt Petersburg, vände sig till de högsta myndigheterna i landet med ett skriftligt klagomål mot de gammaltroende och anklagade dem för illojalitet mot staten och den rysk-ortodoxa kyrkan. 
På order av kejsarinna Katarina II ingrep dåvarande generalguvernören Prozorovskij i situationen.
På grund av ingripandet minskades katedralens storlek. Bland annat togs altardelen bort. Men trots motståndet stod katedralen färdig 1792.

### Efter byggandet
Katedralen öppnades så sent som i april 1905, och denna dag firas även av gammaltroende ortodoxa som en helgdag. För att hedra öppnandet av altaren byggdes också ett klocktorn.
1929 var det planerat att katedralen skulle stängas ner, men detta genomfördes aldrig. Byggnaden förblev aktiv under hela sovjettiden. Det planerades också att en teater skulle sättas upp inne i byggnaden.
Under det stora fosterländska kriget (1941-1945) hölls gudstjänster i katedralen. De samlade in pengar till röda armén för att hjälpa dem i kampen mot Nazityskland.

### Restaurering av katedralen
2005 beslutade Rysslands regering att restaurera katedralen.
2009 installerades ett nytt kors på byggnadens kupol.

## Arkitekter
- Kazakov M.F.
- Dikarev M.I. (ikonostas).
- Baranova Rjabinina A.N. – interiör, exteriör och målningar.

## Arkitektur
Katedralen är byggd i rysk klassicistisk stil. Den har tre portaler: den västra, den södra och den norra. Katedralen har ingen absid. Inne i byggnaden finns två sidokapell.

## Bilder

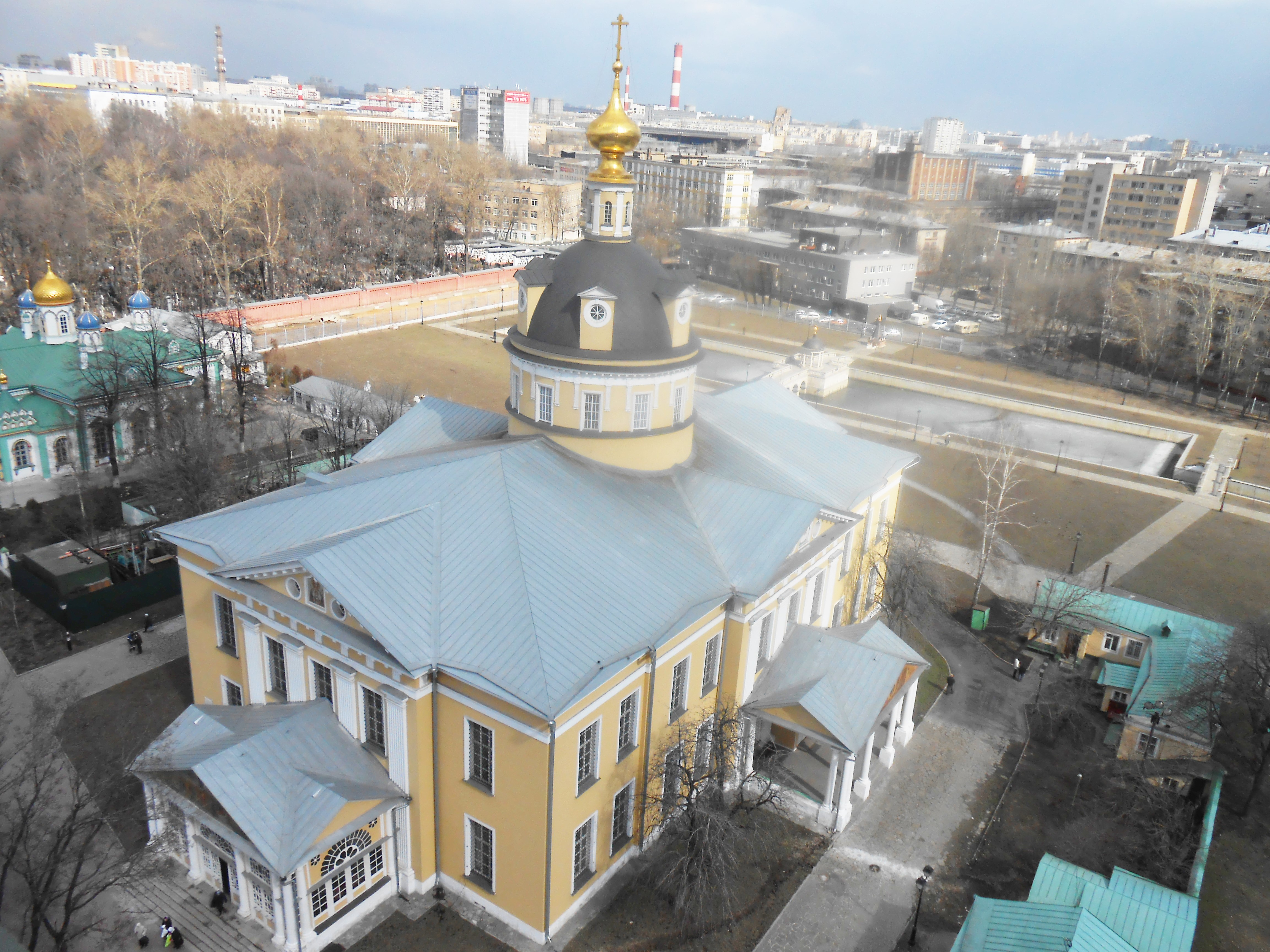
Flygfoto över katedralen.
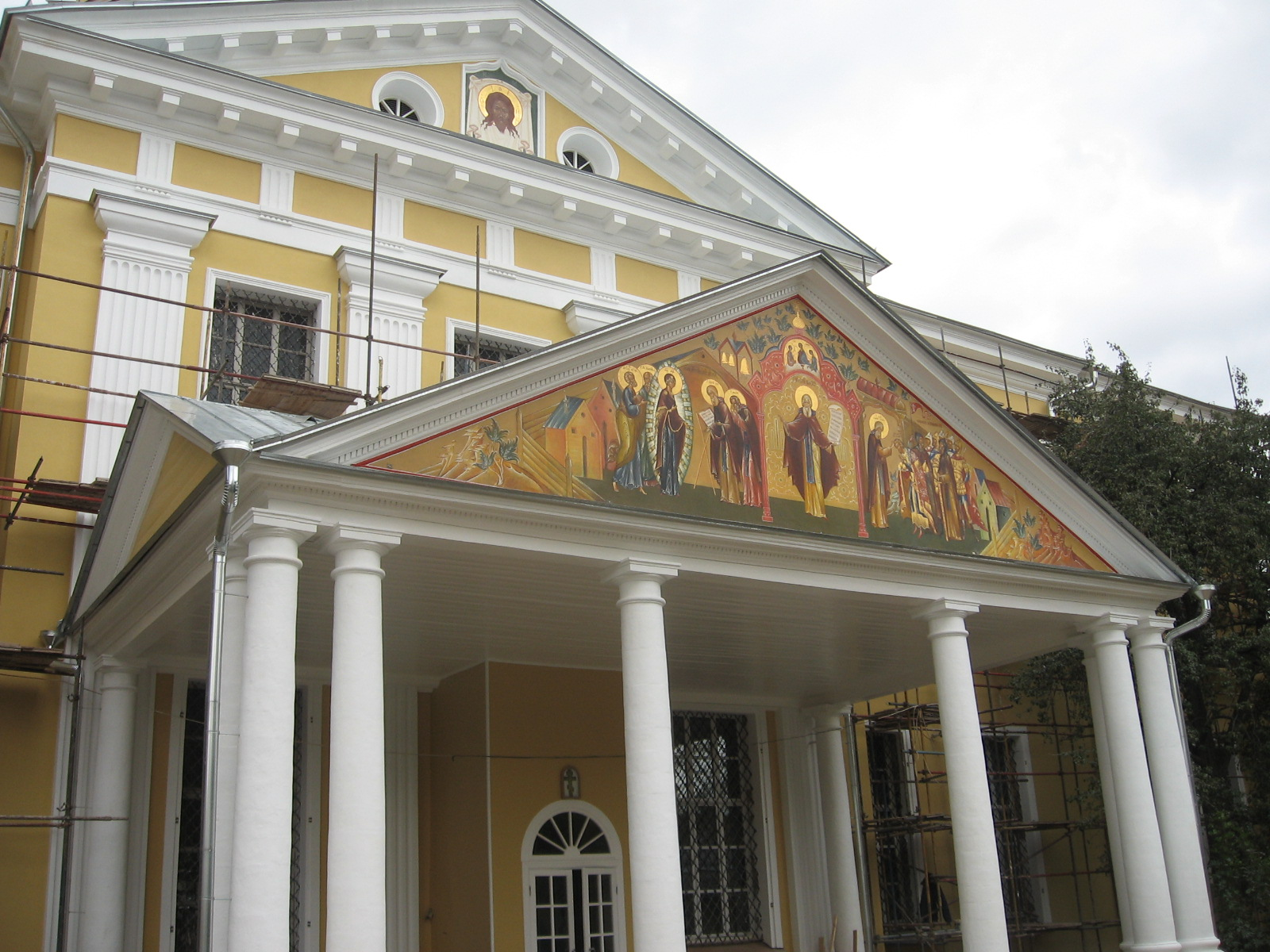
Södra portalen.
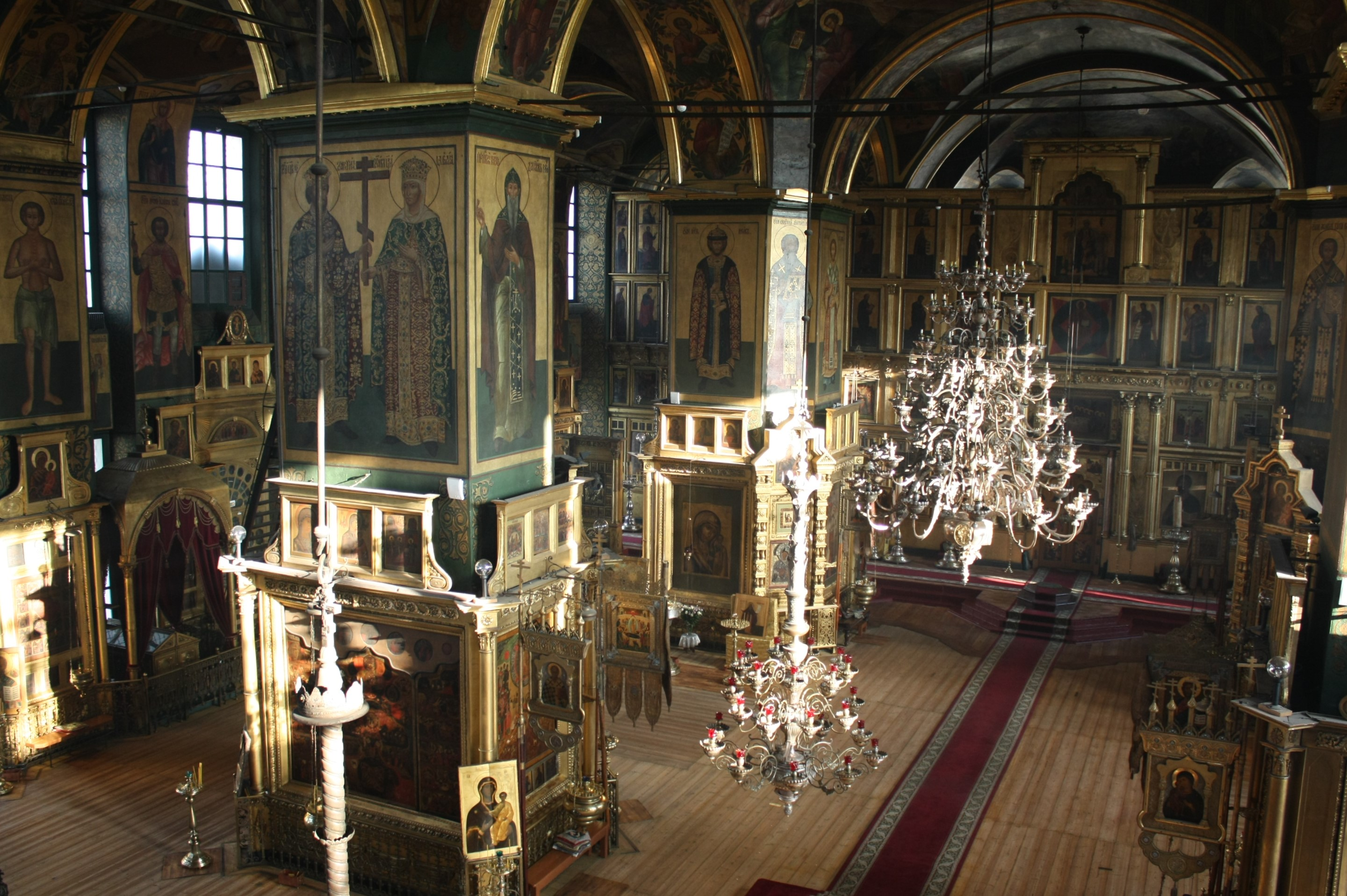
Katedralens interiör mot ikonostasen.
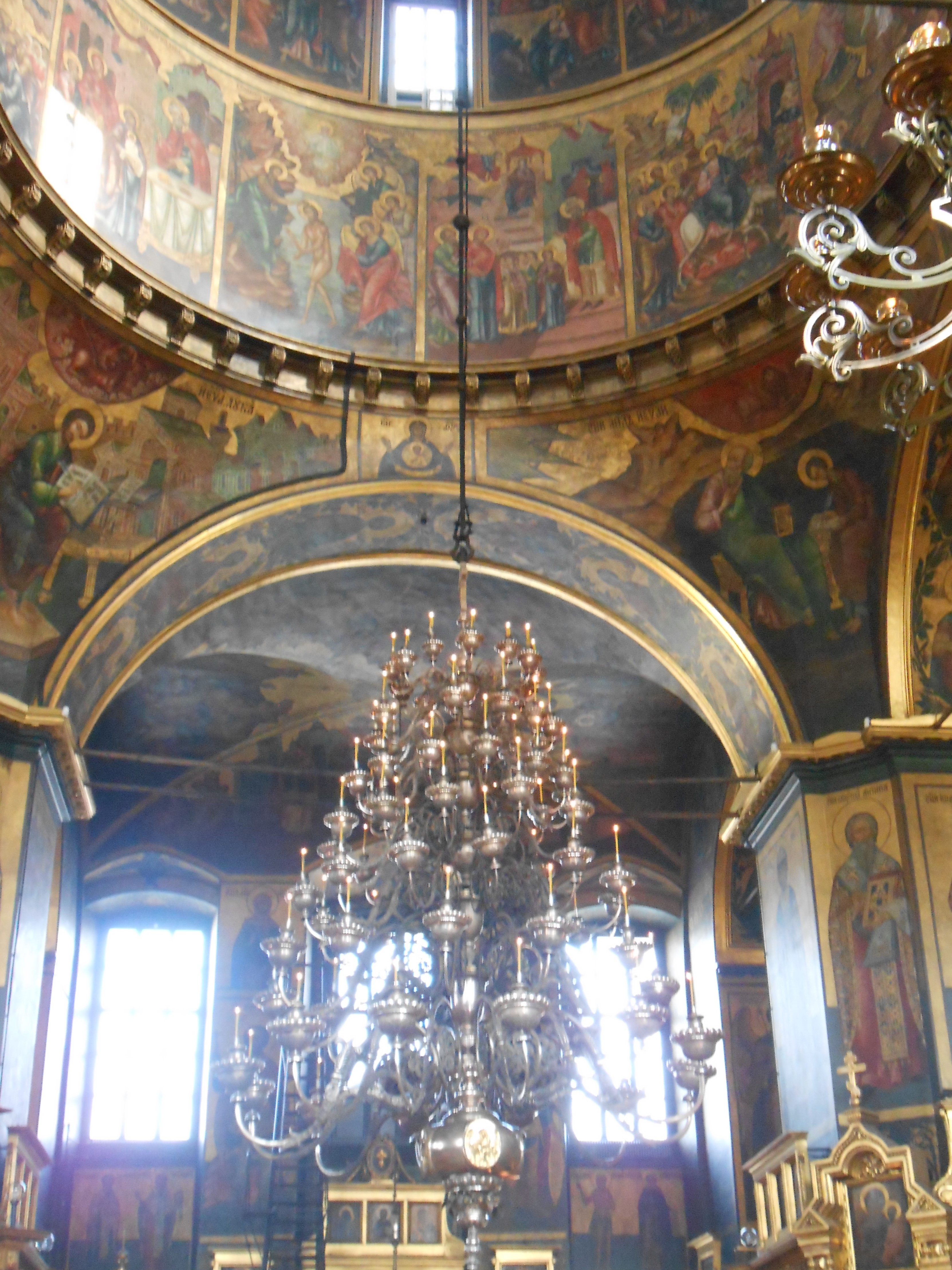
Interiören.
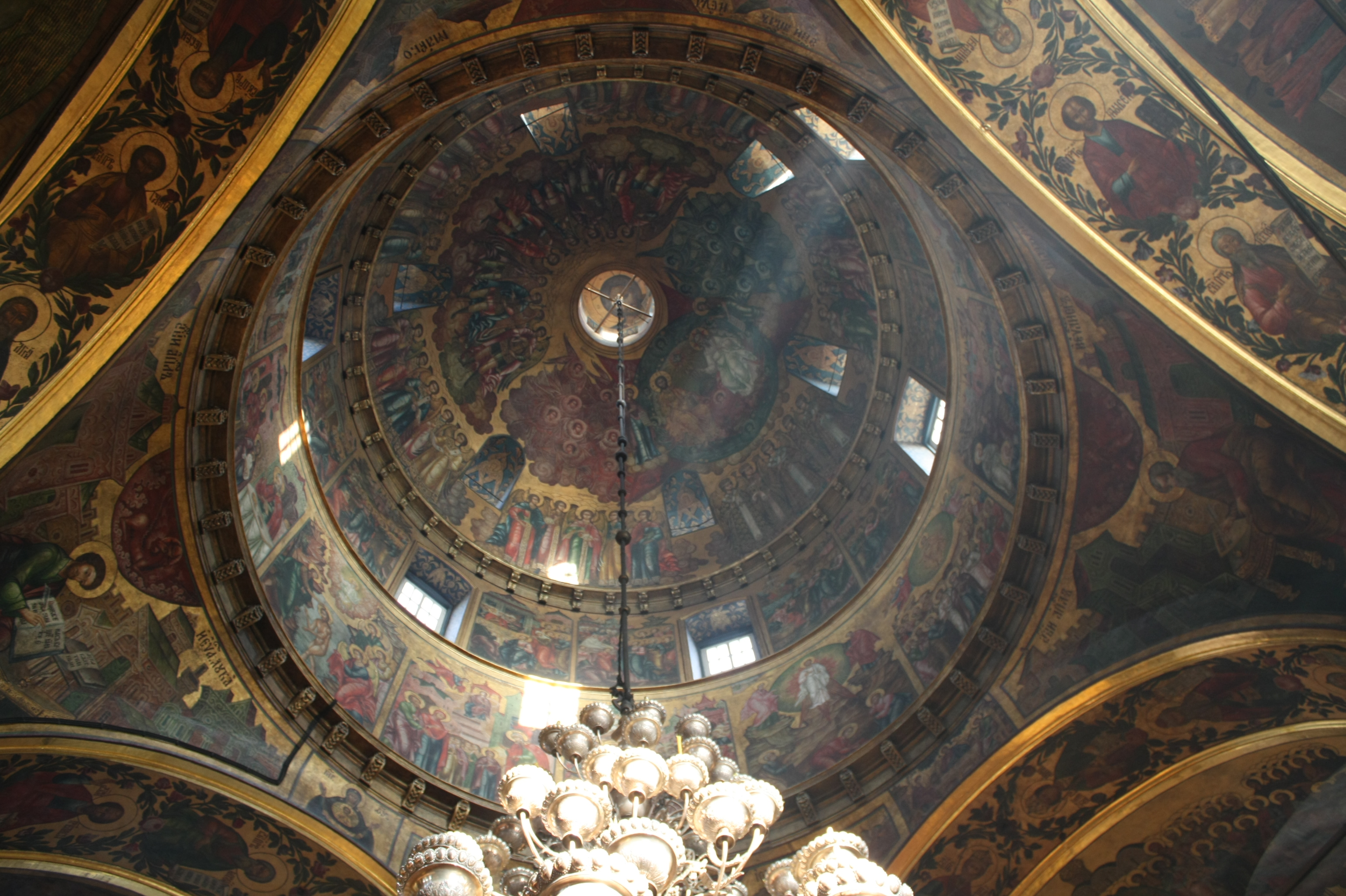
Kupolen inifrån.
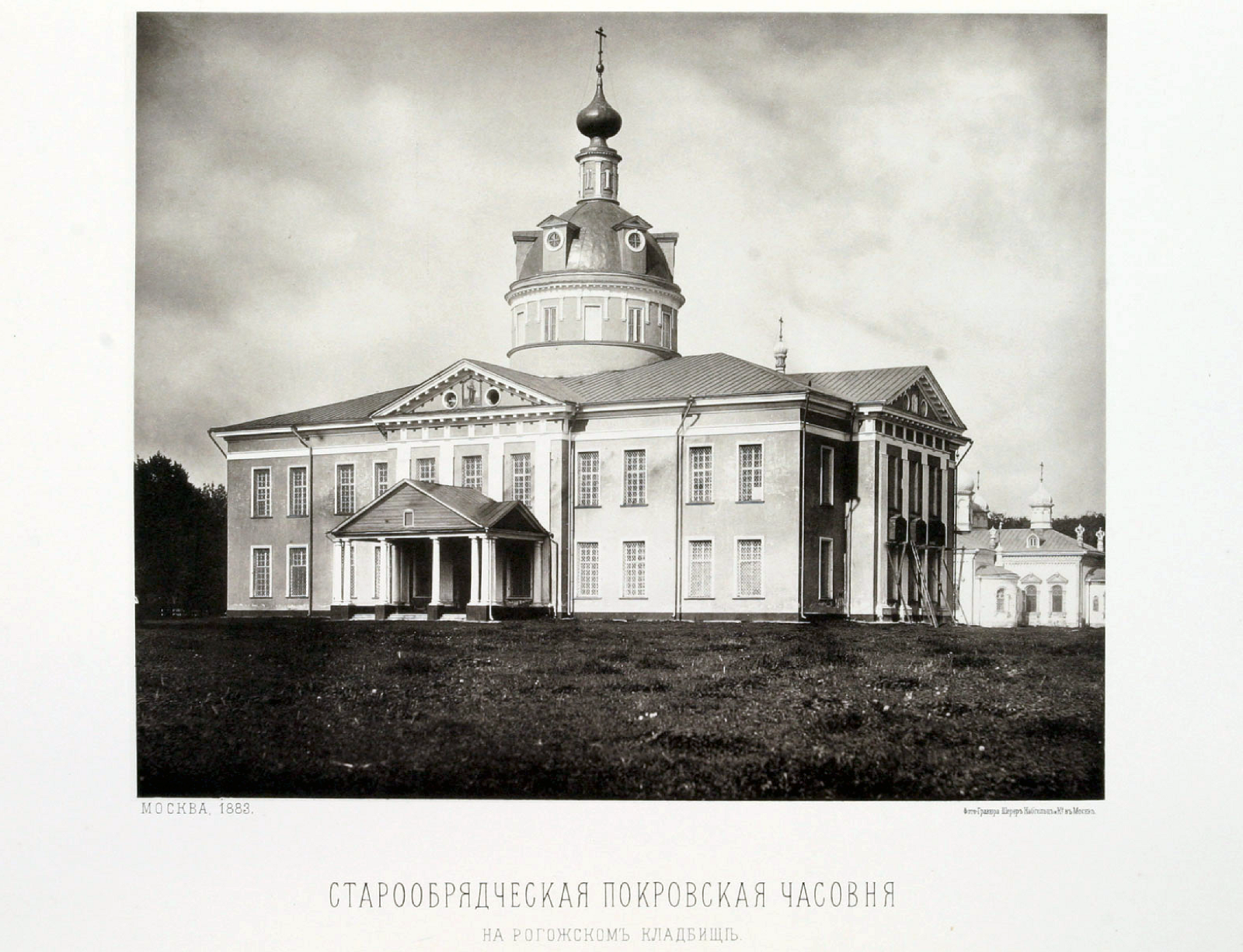
Katedralen år 1884.